# Goldpan Provincial Park
|                       | Jan  | Feb  | Mär  | Apr  | Mai  | Jun  | Jul  | Aug  | Sep  | Okt  | Nov  | Dez  |   |      |
| Mittl. Tagesmax. (°C) | 0,6  | 5    | 12,4 | 17,9 | 22,4 | 25,9 | 29,6 | 29,5 | 24   | 14,8 | 5,7  | 0,1  | ⌀ | 15,7 |
| Mittl. Tagesmin. (°C) | −5,7 | −3,3 | 0,4  | 4,3  | 8,6  | 12,3 | 14,6 | 14,3 | 10   | 4,4  | −1   | −5,7 | ⌀ | 4,5  |
|                       |      |      |      |      |      |      |      |      |      |      |      |      |   |      |
| Niederschlag (mm)     | 18,8 | 12,5 | 12,5 | 13,6 | 27   | 31,9 | 29,1 | 24,9 | 23,5 | 22,4 | 26,6 | 26,2 | Σ | 269  |

| −5,7 |

| −3,3 |

| 0,4 |

| 4,3 |

| 8,6 |

| 12,3 |

| 14,6 |

| 14,3 |

| 10 |

| 4,4 |

| −1 |

| −5,7 |

| −5,7 |

| −3,3 |

| 0,4 |

| 4,3 |

| 8,6 |

| 12,3 |

| 14,6 |

| 14,3 |

| 10 |

| 4,4 |

| −1 |

| −5,7 |

Der Goldpan Provincial Park ist ein nur 5 Hektar großer Provincial Park in der kanadischen Provinz British Columbia. Er liegt am Südufer des Thompson River, etwa 27 Kilometer westlich von Lytton und etwa 9 Kilometer östlich von Spences Bridge am Highway 1. Der Park liegt im Thompson-Nicola Regional District.

## Anlage
Der sehr kleine Park liegt unmittelbar am Ufer des Thompson River, welcher hier den nördlichen Rand des Thompson-Plateau bildet, und wird zur anderen Seite begrenzt durch den Highway 1 und einer Hauptstrecke der Canadian Pacific Railway, während auf der anderen Seite des Thompson River eine Hauptstrecke der Canadian National Railway verläuft. Der Park zieht sich dann mit geringer Breite zwischen diesen Begrenzungen dahin.
Bei dem Park handelt es sich um ein Schutzgebiet der Kategorie VI (Ressourcenschutzgebiet).

## Geschichte
Wie bei fast allen Provinzparks in British Columbia gilt auch für diesen, dass er lange bevor die Gegend von Einwanderern besiedelt oder sie Teil eines Parks wurde, Jagd- und Fischereigebiet verschiedener Stämme der First Nations, hauptsächlich der Yale und der Nlaka'pamux, war.
Der kleine Park wurde im Jahr 1956 eingerichtet, da man damals dabei war entlang des Trans-Canada-Highway Zeltplätze einzurichten.

## Flora und Fauna
Mit dem Biogeoclimatic Ecological Classification (BEC) Zoning System wird das Ökosystem von British Columbia in verschiedene biogeoklimatische Zonen eingeteilt. Biogeoklimatische Zonen zeichnen sich durch ein grundsätzlich identisches oder sehr ähnliches Klima sowie gleiche oder sehr ähnliche biologische und geologische Voraussetzungen aus. Daraus resultiert in den jeweiligen Zonen dann grundsätzlich auch ein sehr ähnlicher Bestand an Pflanzen und Tieren.
Das Wetter in dieser Gegend ist sehr trocken, mit sehr warmen und trockenen Sommern und moderaten Temperaturen im Winter. Entsprechend dem semiariden Klima ist auch die Flora und Fauna der Gegend. Neben verschiedenen Opuntien wie Opuntia fragilis, wachsen hier vorwiegend Sträucher und Büsche wie zum Beispiel der Wüsten-Beifuß oder das Ruthenische Salzkraut. Mit Bäumen ist das Parkgebiet nur sehr dünn bewachsen. Neben verschiedenen Bäumen die das wüstenartige Klima vertragen, wächst hier auch die für dieses Klima eher untypische Gelb-Kiefer.
Auf Grund der geringen Größe des Parks und des vorherrschenden Klimas finden sich hier hauptsächlich Kleinnager und Kleinsäugetiere und als ihr Jäger vereinzelt die Pazifik-Klapperschlange. Im Thompson River kommen verschiedene Lachsfische vor (sowohl in Form als Süßwasserfisch aber auch als anadromer Wanderfisch), zum Beispiel die Regenbogenforelle bzw. die Stahlkopfforelle.

## Aktivitäten
Besondere touristischen Attraktionen bietet der Park keine. Lediglich der Thompson River lädt zum Angeln ein.
Neben einem Picknickbereich hat der Park 14 (nicht reservierbare) Stellplätze für Wohnmobile und Zelte und verfügt über eine, sehr einfach ausgestattete, Sanitäranlage.